# 原八芝蘭公學校講堂
25°05′36″N 121°31′27″E / 25.09333°N 121.52417°E
原八芝蘭公學校講堂，現為士林國民小學圖書館，位於臺北市士林區大東路165號。該校前身為「芝山岩學堂」，初設於芝山岩惠濟宮內，為日治初期全臺最早設立（1895年）的學校，後改稱為「國語學校附屬芝山岩學堂」、「國語學校第一附屬學校」與「八芝蘭公學校」。明治37年（1904年）位於現址的新校舍落成後，八芝蘭公學校遷入。該校講堂興建於大正5年（1916年）。民國106年（2017年）7月4日，講堂登錄為直轄市定古蹟。

## 歷史

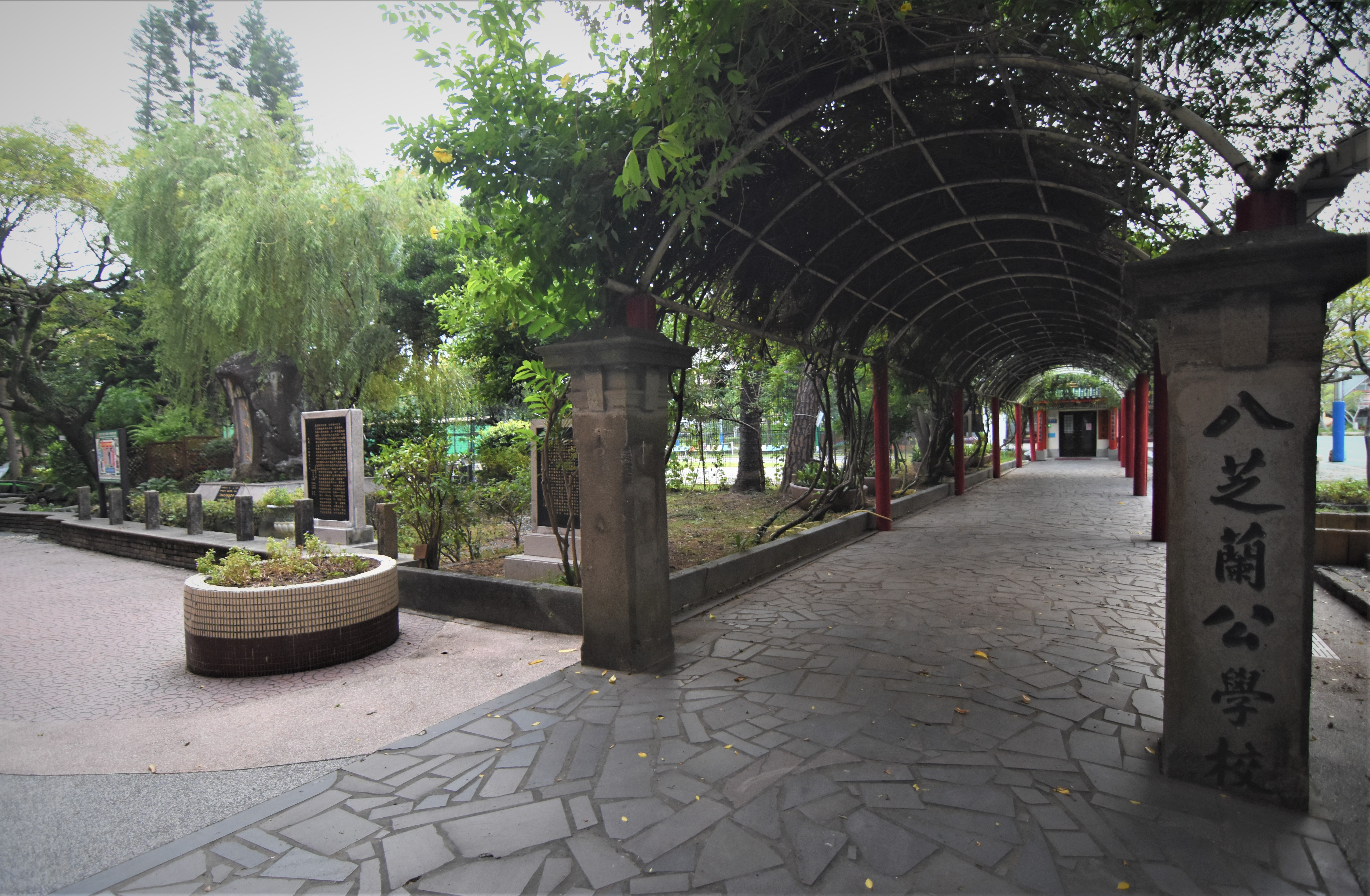
原八芝蘭公學校校門石柱

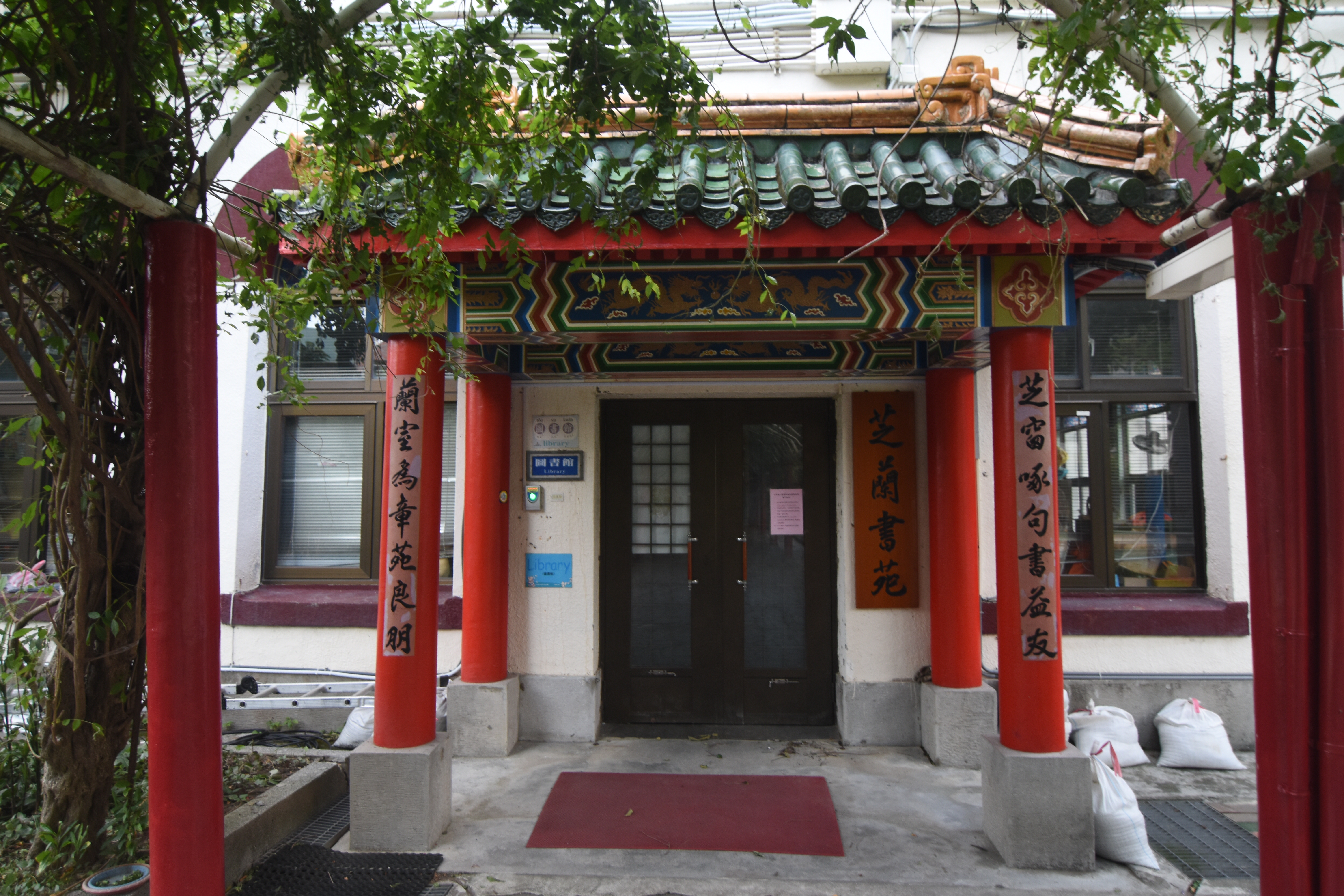
原八芝蘭公學校講堂門面

臺灣總督府民政局學務部臨時事務所於明治28年（1895年）從大稻埕遷到八芝蘭芝山巖後，於惠濟宮設立「芝山巖學務部學堂」，簡稱「芝山巖學堂」。明治29年（1896年）1月1日發生芝山巖事件後，停止學堂授課三個月  。同年4月，校名改為「國語學校附屬芝山岩學堂」，6月1日再改為「國語學校第一附屬學校」。明治31年（1898年）10月1日改名為「八芝蘭公學校」。明治37年（1904年）11月3日，位於現址的新校舍落成，公學校遷回。講堂建築興建於大正5年（1916年）。
大正10年（1921年）4月1日，校名改為「士林公學校」，其後歷經多次改制。民國63年（1974年）1月1日，改制為現名台北市士林區士林國民小學。講堂現為校史館。民國106年（2017年）7月4日，講堂登錄為直轄市定古蹟。

## 建築及文物
原八芝蘭公學校講堂的建物牆體，興建於大正5年（1916年）的一樓式磚造校舍，是校內唯一日治時代留存建築物。目前仍保存當年原有的建築本體、扶壁、舞臺、圓拱窗等；門廊前八芝蘭公學校時期之門柱亦為重要史蹟。窗型尚維持原來樣貌，有1920年代流行的圓拱門窗，講堂建築呈長方形，內部沒有許多樑柱，靠扶壁和窗子協助承受重量。講堂前方還保存公學校時代的門柱及「八芝蘭公學校」字樣。本體及史蹟文物。 
原八芝蘭公學校講堂現為士林國小校史館，目前校史館典藏創校以來許多珍貴的文件檔案，包括早期人事命令、學籍冊及創校第一張結業證書等。在送主管單位評核後：資產寄附書類、沿革誌、基本財產臺帳、鄉土誌、建築費寄附人名簿、學籍簿、學籍簿2份、畢業證書、畢業證書2份、教員免許狀、教員免許狀2份、賞狀、賞狀2份等共13件，2017年9月18日經政府機關文化部指定為一般古物，並予以公告。

## 圖集

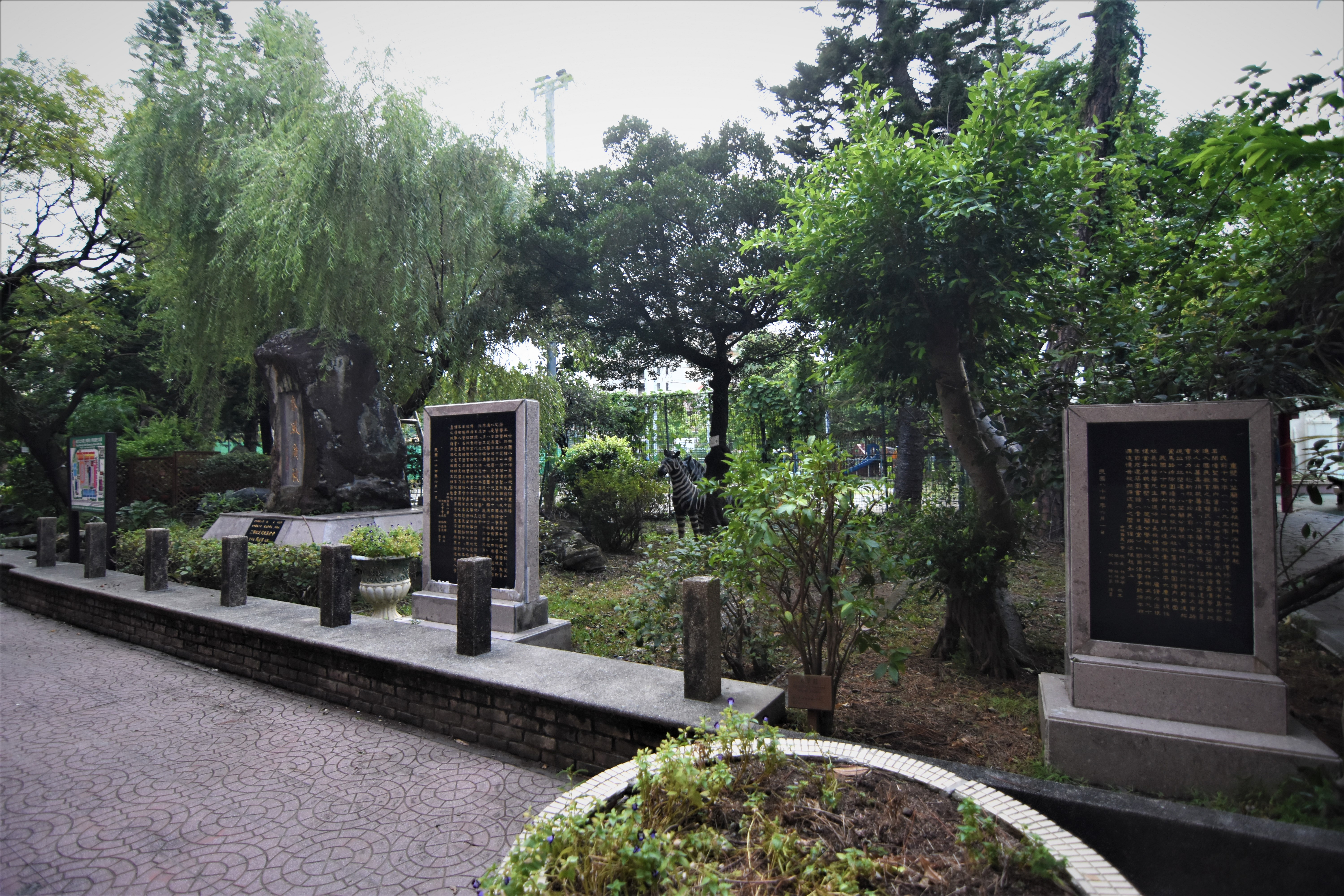
原八芝蘭公學校講堂環境
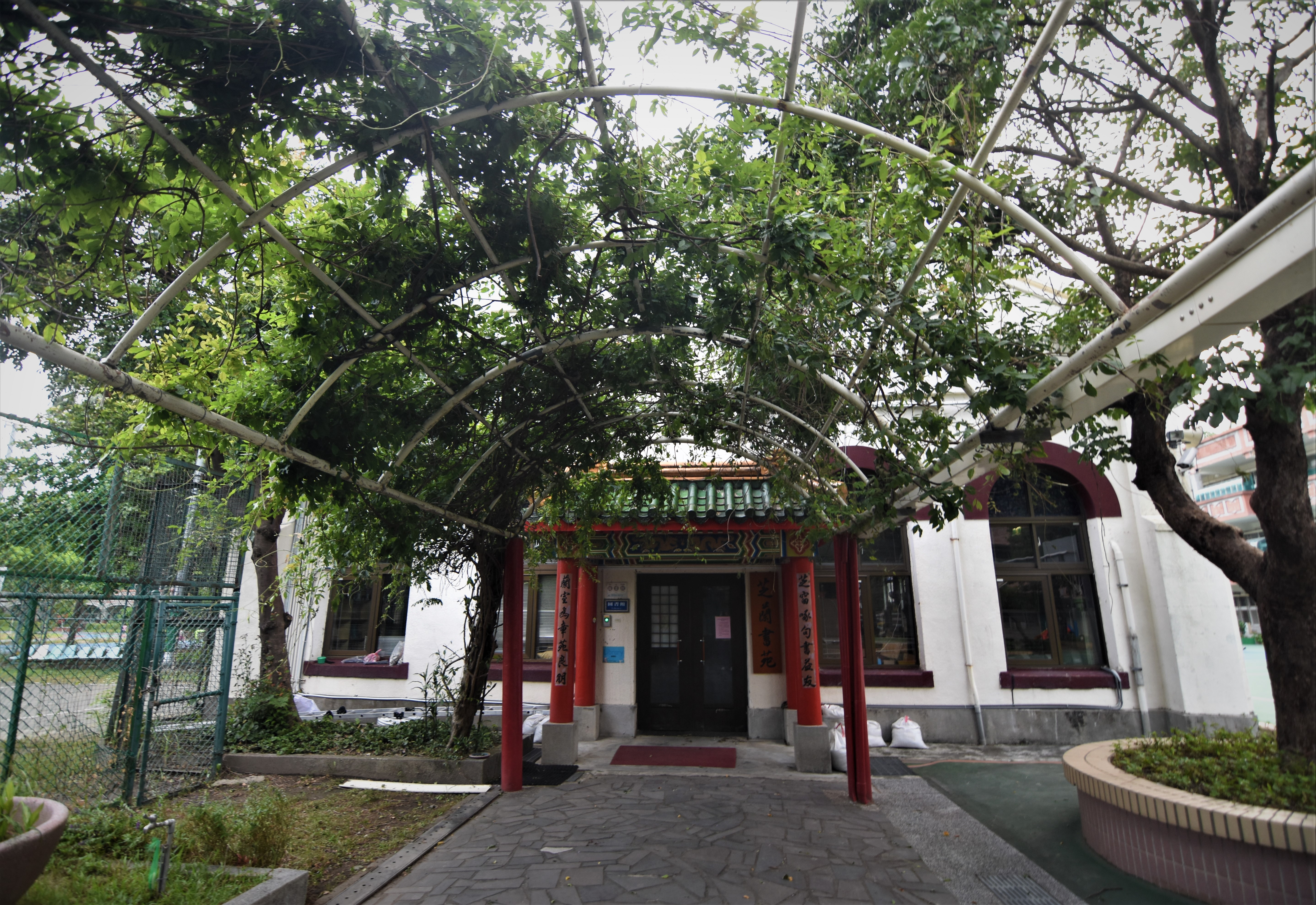
原八芝蘭公學校講堂正門環境
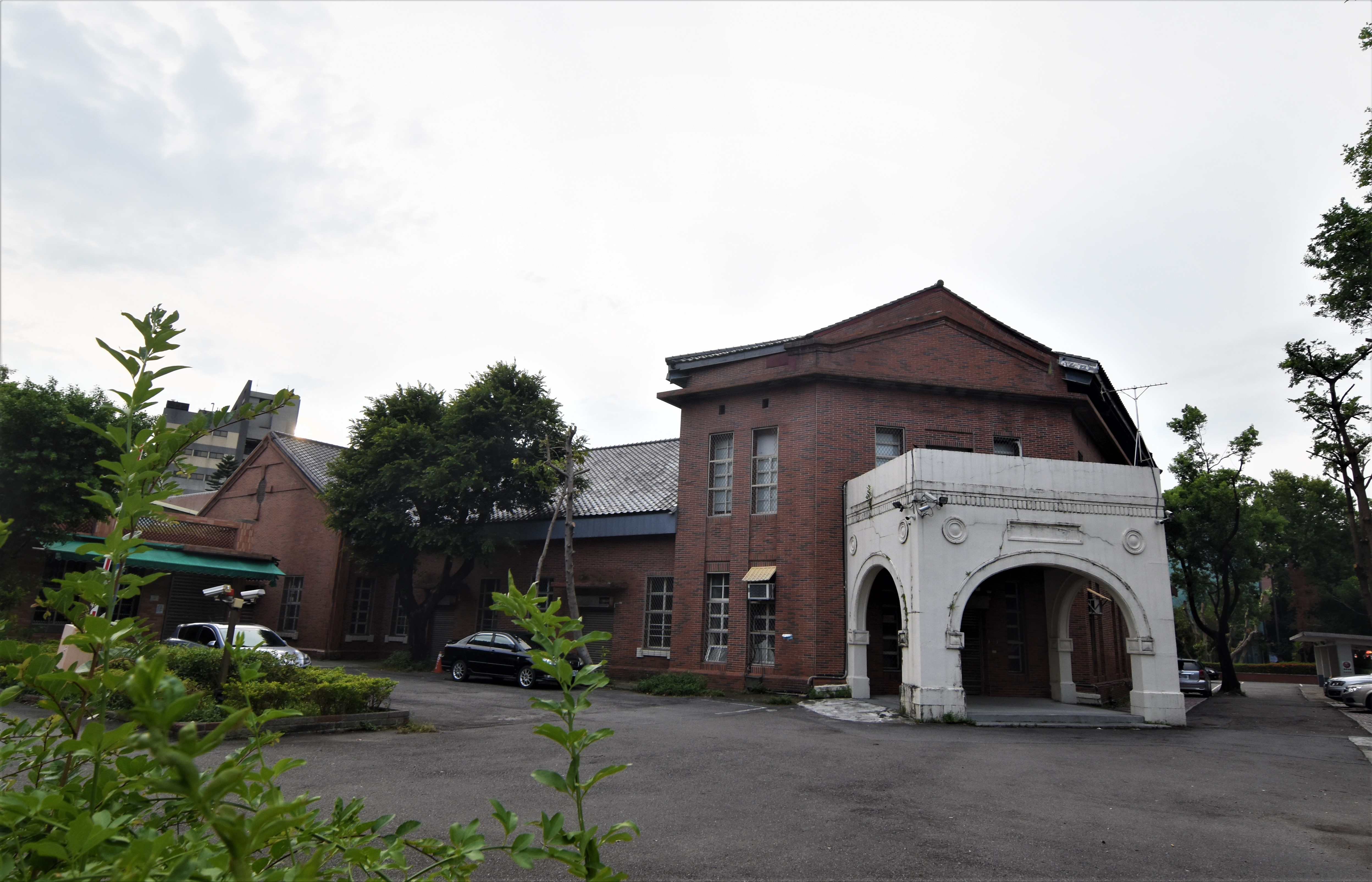
士林國小內另公告的歷史建築原士林公會堂
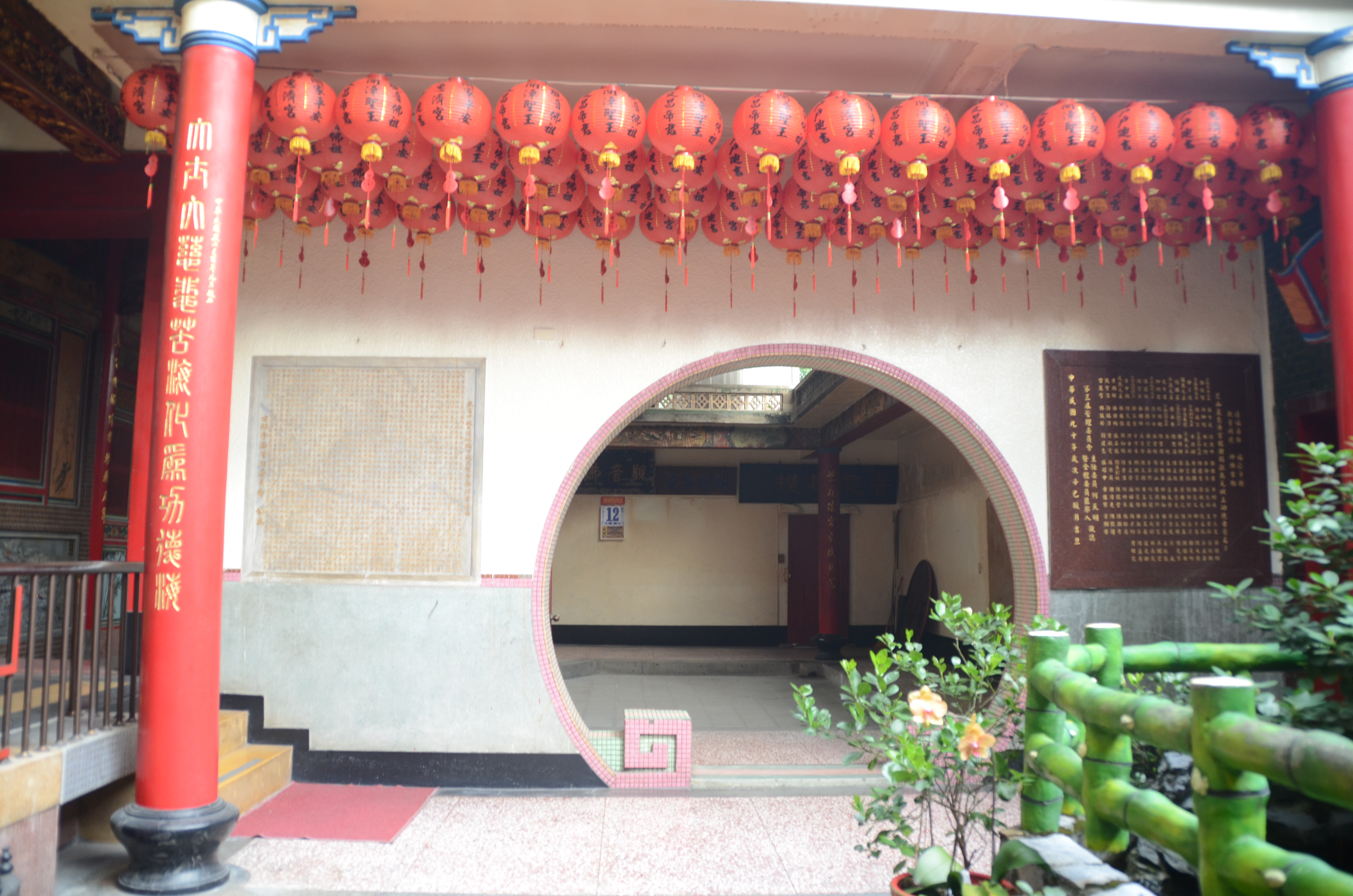
惠濟宮內文昌祠芝山岩學堂原教室